# Daniel Cronström
Daniel Cronström (ur. 29 września 1655 w Aveście, zm. 30 sierpnia 1719 w Paryżu) – szwedzki arystokrata (hrabia), dyplomata i architekt barokowy.
W latach dziewięćdziesiątych XVII wieku wysłano go do Paryża by podpatrzył tamtejsze techniki budowlane i zaszczepił je potem w Szwecji. Z jego spostrzeżeń skorzystał nie tylko on sam, ale też i inny architekt szwedzkiego baroku Nicodemus Tessin młodszy (zm. 1728). Z ambasadora kulturowego Cronström szybko stał się oficjalnym – w latach 1702–1719 był stałym rezydentem szwedzkim w Paryżu, od roku 1703 z rangą wysłannika (envoyé).
Jego bratem był szwedzki generał Isaac Cronström (1661-1751).